# Перехресний вогонь

Зображення перехресного вогню

Перехресний вогонь (також відомий як сковуючий вогонь) — військове поняття, яке стосується ведення вогню декількома стрільцями, зазвичай з автоматичної зброї як, наприклад, штурмові гвинтівки або пістолети-кулемети таким чином, щоб траєкторії їх вогню перетинались. Ця тактика здобула популярність під час Першої світової війни.
Подібне розташування зброї, є прикладом застосування оборонного принципу взаємної підтримки. Перевага такого розташування зброї у точках, які навзаєм підтримують один одного в тому, що це дуже ускладнює атакуючій стороні пошук прикритого підходу до кожної окремої оборонної позиції.
Використання броні, повітряної підтримки, непрямої вогневої підтримки і тактики скритності можуть бути використані для нападу на оборонну позицію, однак, у поєднанні з наземними мінами, снайперами, колючим дротом та повітряним прикриттям, перехресний вогонь став дуже ефективною тактикою початку XX століття.

## Позиційна війна
Тактика використання траєкторій вогню, що перетинаються набула поширення під час Першої світової війни, де вона була характерною рисою позиційної війни. Кулемети розміщувались групами, на спеціальних вогневих позиціях і таким чином захищали фронт траншей. Багато життів було втрачено в марних спробах штурму поперек нічийної землі де були розміщені ці перехрестя.

## «Опинитись під перехресним вогнем»
«Потрапити під перехресний вогонь» це вираз який часто вживається у відношенні до непередбачених жертв (перехожі тощо) які загинули або отримали поранення через потрапляння на поле бою або в перестрілку, наприклад, у місці яке зазнає ураження з обох сторін. Фраза стала означати будь-яке заподіяння поранення, збитку або шкоди (фізичних або інших) спричинених третій стороні в результаті дій воюючих сторін (супутній збиток).